# Xar Holoi (köpinghuvudort i Kina, Inner Mongolia Autonomous Region, lat 42,56, long 120,75)
Xar Holoi (kinesiska: 沙日浩来, 沙日浩来镇) är en köpinghuvudort i Kina. Den ligger i den autonoma regionen Inre Mongoliet, i den norra delen av landet, omkring 780 kilometer öster om regionhuvudstaden Hohhot. Antalet invånare är 20 739. Befolkningen består av 10 076 kvinnor och 10 663 män. Barn under 15 år utgör 16,0 %, vuxna 15-64 år 77 %, och äldre över 65 år 6,0 %.
Runt Xar Holoi är det ganska tätbefolkat, med 52 invånare per kvadratkilometer. Närmaste större samhälle är Xiawa, 17,8 km väster om Xar Holoi. Trakten runt Xar Holoi består till största delen av jordbruksmark.
Genomsnittlig årsnederbörd är 662 millimeter. Den regnigaste månaden är juli, med i genomsnitt 179 mm nederbörd, och den torraste är januari, med 2 mm nederbörd.